# Rabo-de-palha-de-bico-vermelho

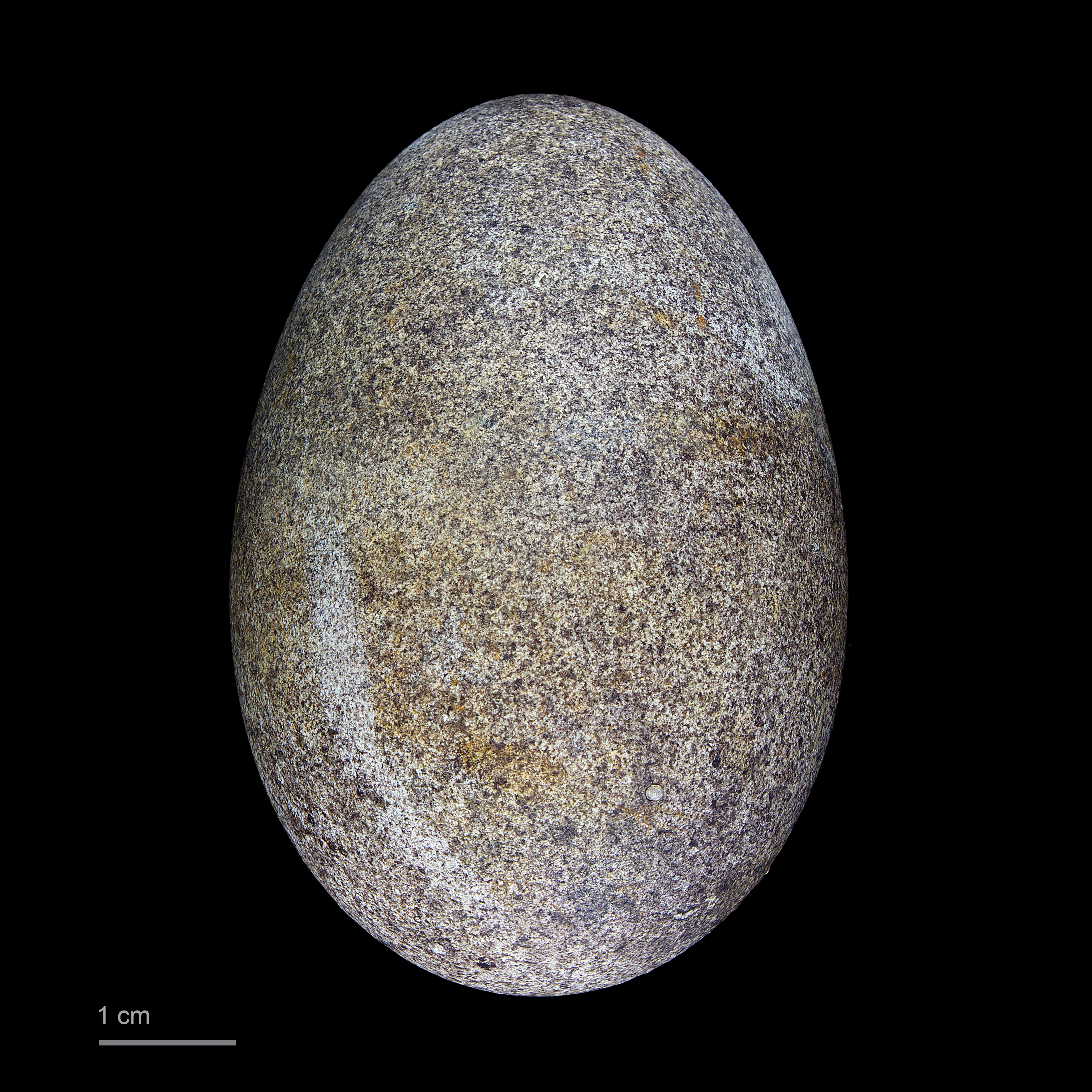
Phaethon aethereus – MHNT

O Rabo-de-palha-de-bico-vermelho (Phaethon aethereus) é um rabo-de-palha, uma das três espécies intimamente relacionadas de aves marinhas dos oceanos tropicais. Assemelhando-se superficialmente a uma andorinha- do-mar, tem plumagem maioritariamente branca com algumas manchas pretas nas asas e no dorso, uma máscara preta e, como o seu nome comum sugere, um bico vermelho. A maioria dos adultos tem tail streamers que têm cerca de duas vezes o comprimento do corpo, sendo as dos machos geralmente mais longas do que as das fêmeas. O próprio pássaro tropical de bico vermelho tem três subespécies reconhecidas, incluindo o nomear . A subespécie mesonauta se distingue da nomeada pelo tom rosado de sua plumagem fresca, e a subespécie indicus pode ser diferenciada por seu tamanho menor, máscara mais restrita e bico mais alaranjado. Esta espécie distribui-se pelos oceanos Atlântico tropical, Pacífico oriental e Índico. O nomeado é encontrado no sul do Oceano Atlântico, a subespécie indicus nas águas do Oriente Médio e no Oceano Índico, e a subespécie mesonauta nas porções orientais dos oceanos Atlântico e Pacífico e no Caribe. Foi uma das muitas espécies descritas por Carl Linnaeus em sua 10ª edição de 1758 do Systema Naturae.
A nidificação ocorre em colônias soltas, pois nidificam em um arranhão encontrado na face de um penhasco de onde é fácil decolar. Um único ovo é posto e incubado por ambos os sexos por cerca de seis semanas. A eclosão ou não do ovo pode ser influenciada pela poluição e pelo clima, embora este último tenha um efeito mínimo sobre a evolução ou não do pintinho. Depois que o filhote empluma, os pais geralmente param de visitar o ninho e o filhote vai embora. Aves de todas as idades se alimentam de peixes e lulas, capturando-os mergulhando do ar na água. No entanto, o pássaro tropical de bico vermelho às vezes segue predadores que se alimentam de superfície. Os predadores levarão as presas para a superfície, que serão então capturadas pelo pássaro tropical.
Em algumas áreas, ratos pretos e marrons introduzidos atacam ninhos em busca de ovos e filhotes. Os gatos também ameaçam o pássaro tropical de bico vermelho. Esta ave é considerada uma espécie de menor preocupação de acordo com a União Internacional para a Conservação da Natureza (IUCN), embora se acredite que as populações estejam em declínio. Em alguns locais, como Brasil e México, esta ave é considerada ameaçada.

## Taxonomia e etimologia
O naturalista inglês Francis Willughby escreveu sobre o rabo-de-palha no século XVII, tendo visto um espécime em poder da Royal Society. Foi uma das muitas espécies de aves originalmente descritas por Linnaeus na 10ª edição de seu Systema Naturae de 1758, e ainda leva seu nome científico original, Phaethon aethereus . O nome do gênero é derivado do grego antigo phaethon, "sol", enquanto o nome da espécie vem do latim aetherius, "celestial". Esta ave é chamada de rabo-de-palha-de-bico-vermelho devido ao seu bico vermelho e à sua localização no gênero rabo-de-palha. Um nome comum alternativo era "pássaro contramestre", devido à semelhança de seu chamado estridente com o apito de um contramestre. Uma derivação alternativa do nome é a semelhança das penas da cauda com as pontas do marlim. Os nomes locais usados nas Índias Ocidentais incluem "truphit", "trófico", "pássaro branco", "paille-en-queue", "paille-en-cul", "flèche-en-cul" e "fétu". Em um artigo de 1945, o ornitólogo norte-americano Waldo Lee McAtee propôs que ele fosse chamado de pássaro tropical de dorso barrado devido à sua característica mais distintiva.
O rabo-de-palha-de-bico-vermelho é basal (o primeiro ramo) do gênero Phaethon, o único gênero existente na família Phaethontidae. Acredita-se que a divisão entre este rabo de palha e as outros rabo de palha, o rabo-de-palha-de-cauda-vermelha e o rabo-de-palha-de-bico-laranja, tenha ocorrido há cerca de seis milhões de anos.

## Descrição

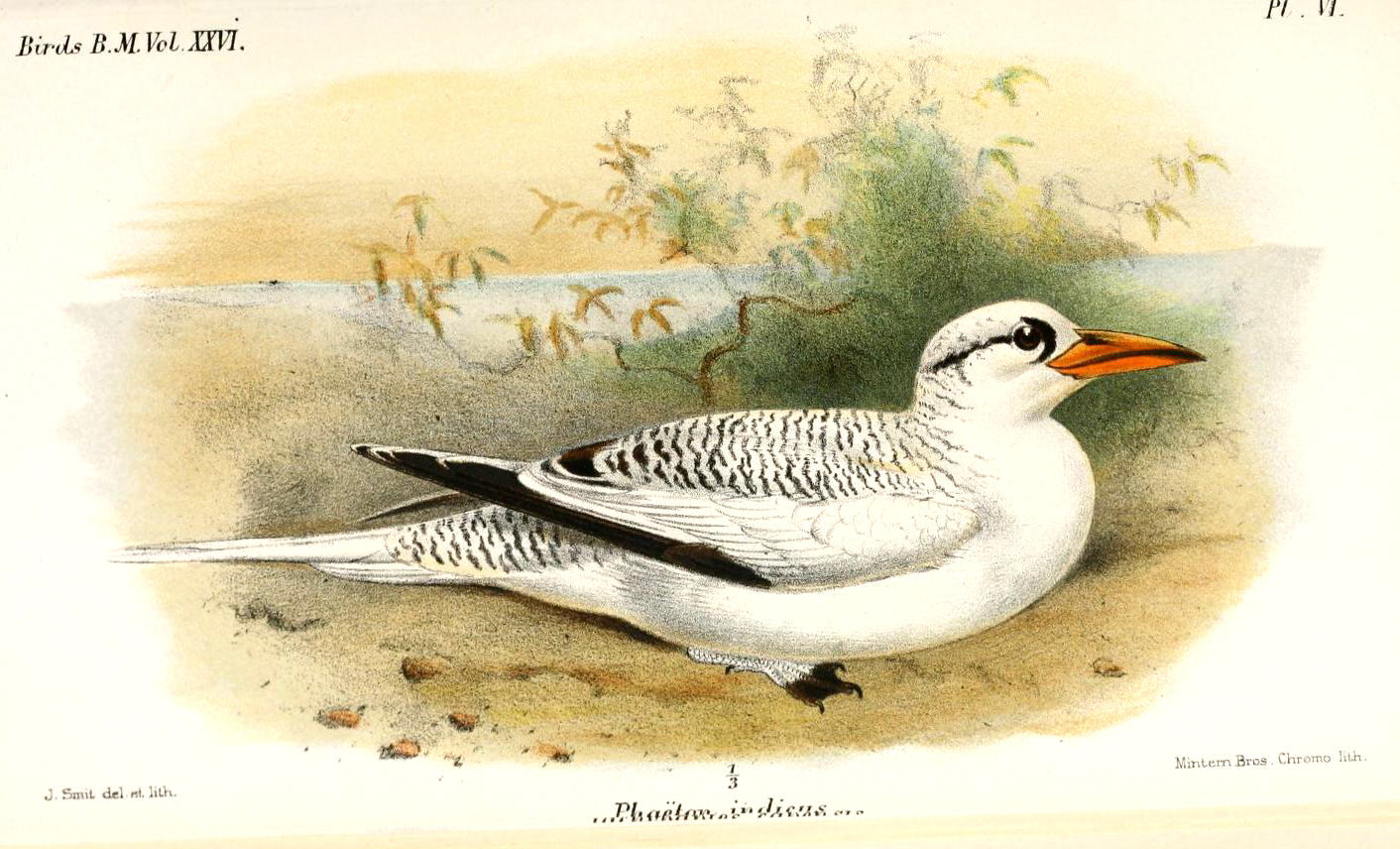
Phaethon aethereus indicus, uma subespécie do Oceano índico

O rabo-de-palha-de-bico-vermelho mede 90 a 105 cm em média, o que inclui as flancos de cauda longa de 46 a 56 cm. Sem eles, a ave mede cerca de 48 cm. Tem uma envergadura de 99 a 106 cm. Na aparência geral, tem forma de trinta-réis. Sua plumagem é branca, com pontas de asas negras e uma parte traseira finamente listrada em preto. Ele tem uma máscara preta que se estende de cima dos loros até os lados da nuca, com manchas cinza geralmente vistas perto da nuca e do pescoço. A cauda tem estrias de eixo pretas, assim como as serpentinas traseiras. As partes inferiores são brancas, com algum preto nas primárias e terciárias mais externas e ocasionalmente com marcações pretas nos flancos. A íris é marrom-escura e o bico é vermelho. As pernas, base do dedo do pé central e partes dos dedos externos são laranja-amarelados, enquanto o resto dos pés são pretos. Embora os sexos sejam semelhantes, os machos geralmente são maiores que as fêmeas, sendo as flâmulas de cauda cerca de 12 cm mais longas no macho do que nas fêmeas.
As subespécies desta ave geralmente podem ser distinguidas pela diferença de tamanho e plumagem. A subespécie Phaethon aethereus mesonauta pode ser diferenciada por seu tom levemente rosado quando sua plumagem é fresca, pelo aspecto mais ousado da barra preta na asa superior e pelo aspecto mais sólido do preto na asa externa. A subespécie P. a. indicus pode ser distinguido por seu tamanho menor, sua máscara menor no rosto, que muitas vezes não se estende muito atrás do olho, e seu bico mais laranja com uma borda preta.
Quando os filhotes eclodem, eles ficam cobertos de penugem cinza. Essa queda é eventualmente eliminada em cerca de 40 a 50 dias. Os filhotes não têm serpentinas na cauda. O juvenil é semelhante ao adulto com a coroa quase toda branca. Nos juvenis, as listras acima dos olhos geralmente estão conectadas na nuca. As penas da cauda geralmente apresentam pontas pretas ou pontos subterminais e sem as serpentinas da cauda que são distintas no adulto. Ocasionalmente, um juvenil terá manchas pretas nos flancos e sob a cobertura da cauda.
O rabo-de-palha-de-bico-vermelho pode ser diferenciado dos outros rabos de palha por seu bico vermelho em combinação com suas serpentinas de cauda branca. O rabo-de-palha-de-bico-vermelho ligeiramente menor tem serpentinas de cauda vermelhas em vez de brancas, e o rabo-de-palha-de-cauda-branca pode ser diferenciado por seu tamanho menor, faixa preta ao longo de suas coberturas superiores das asas e seu bico amarelo-laranja. Os juvenis de pássaros tropicais de bico vermelho têm partes superiores mais barradas do que os juvenis de outras espécies. Em voo, a garajau-real pode ser confundida com o rabo-de-palha-de-bico-vermelho adulto, mas pode ser distinguida pelo padrão de voo menos direto do primeiro e pela falta de serpentinas na cauda.
Este rabo-de-palha muda uma vez por ano quando adulto, seguindo uma estratégia básica complexa. Esta prebasic moult é concluída antes do namoro e dura entre 19 e 29 semanas, sendo a maior parte concluída em 24 semanas. As aves ganham plumagem adulta aos dois a três anos de idade.
O rabo-de-palha-de-bico-vermelho geralmente só canta perto de colônias de reprodução, onde se junta a grupos de outros adultos, em número de 2 a 20, circulando acima do mar e emitindo gritos altos e ásperos kreeeee-kreeeee-kri-kri-kri-kr. Se perturbados no ninho, os filhotes vocalizarão um grito alto e penetrante, áspero ou cambaleante.

## Distribuição e habitat
O rabo-de-palha-de-bico-vermelho tem a menor área de distribuição dentre as três espécies de rabos-de-palha; ainda assim ela vai além da região neotropical, abrangendo o Atlântico tropical, o Pacífico leste e o oceano Índico. A subespécie nominal Phaethon aethereus aethereus se reproduz em ilhas no Atlântico ao sul do equador, incluindo Ascensão e Santa Helena na Dorsal Mesoatlântica, e os arquipélagos de Fernando de Noronha e Abrolhos em águas brasileiras. É uma espécie vagante na costa da Namíbia e da África do Sul. A subespécie P. a. mesonauta é encontrada no Atlântico leste, no Pacífico leste e no Caribe. Esta subespécie era restrita às ilhas de Cabo Verde no Atlântico Leste, mas colonizou as ilhas Canárias no século XXI, especialmente em Fuerteventura, mas também em outras ilhas desse arquipélago. A subespécie do Oceano Índico, P. a. indicus, é encontrada nas águas do Paquistão, oeste da Índia, sudoeste do Sri Lanka, Chifre da África e na Península Arábica. A subespécie é também um vagante raro, mas regular, nas ilhas Seychelles.
Nas Índias Ocidentais, esta espécie é mais comum nas Pequenas Antilhas, Ilhas Virgens e pequenas ilhas a leste de Porto Rico. A reprodução no Paleárctico Ocidental ocorre nas Ilhas de Cabo Verde e nas Îles des Madeleines ao largo do Senegal. Em 2000, o número total de pares provavelmente era inferior a 150. No Oceano Pacífico, ela se origina das ilhas do Golfo da Califórnia e ilhas Revillagigedo, do norte do México, das ilhas Galápagos, Isla de la Plata, no Equador e ilha de San Lorenzo, no Peru. Os pesquisadores Larry Spear e David Ainley estimaram a população mínima do Pacífico em cerca de 15 750 aves em 1995, após 15 anos de observações de campo. O rabo-de-palha-de-bico-vermelho se dispersa amplamente quando não está se reproduzindo, os juvenis mais do que os adultos, com aves no Pacífico alcançando o paralelo 45 ao norte do Estado de Washington e o paralelo 32 ao sul do Chile, com 19 registros a partir de 2007 no Havaí – a cerca de 4 300 quilômetros do México. Às vezes, ele vagueia ainda mais, incluindo cinco registros da Grã-Bretanha e dois da Austrália: de outubro a dezembro de 2010 na ilha Lord Howe, e em setembro de 2014 no recife de Ashmore. Em julho de 2005, um indivíduo foi encontrado no leste de New Brunswick, Canadá, enquanto outro foi visto em Matinicus Rock, Maine, regularmente desde 2000.

## Comportamento
O rabo-de-palha-de-bico-vermelho pode atingir velocidades de 44 quilômetros por hora quando em voo sobre o mar, viajando a um mínimo de 30 metros acima do nível da água. Ele não consegue ficar de pé e não é proficiente em caminhar. Também necessita de uma decolagem desobstruída para voar a partir da terra. Por outro lado, pode levantar voo no mar sem muito esforço. Sua plumagem é à prova d'água e ele é capaz de flutuar.

### Reprodução

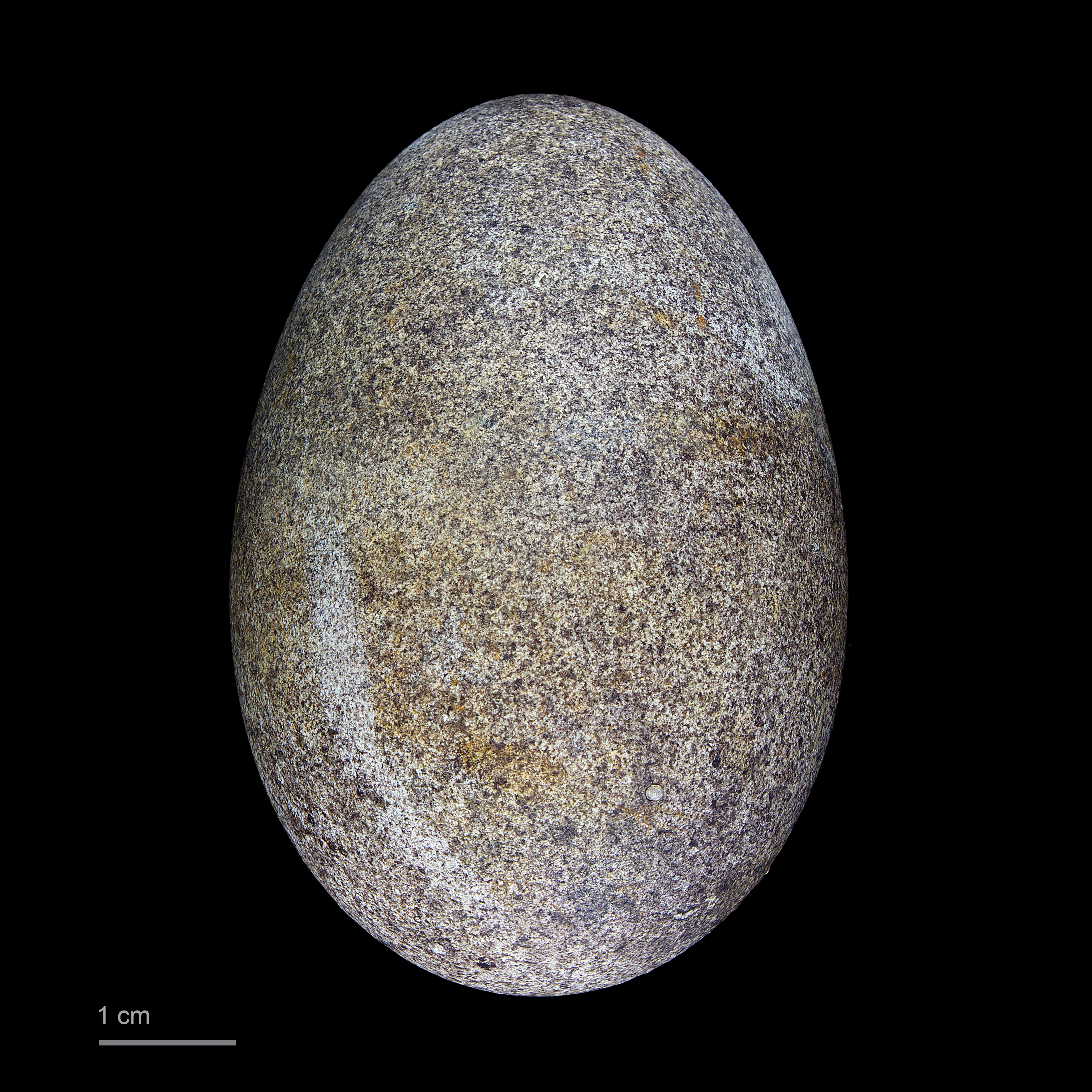
Ovo de rabo-de-palha-de-bico-vermelho.

O rabo-de-palha-de-bico-vermelho nidifica geralmente em penhascos isolados, em colônias pouco povoadas. Seu ninho é simples e localizado num lugar de onde pode levantar voo facilmente. A idade da primeira postura é geralmente de cinco anos, embora essa idade seja variável; um rabo-de-palha de três anos de idade já foi visto se reproduzindo. Em alguns locais, a reprodução ocorre o ano todo, enquanto em outros acontece sazonalmente. Por exemplo, nas ilhas da corrente da Califórnia, a reprodução começa em novembro ou dezembro, enquanto ocorre o ano todo nas ilhas Galápagos. A reprodução é influenciada pela disponibilidade de alimentos, com um aumento na oferta de comida geralmente causando um aumento na reprodução. Individualmente, esta ave só se reproduz a cada nove ou doze meses. Uma ave reprodutora geralmente retorna para o seu parceiro e o ninho do ciclo anterior de reprodução.
A corte e o acasalamento geralmente duram de três a cinco semanas, durante os quais essa ave realiza exibições de acasalamento aéreo para parceiros em potencial. As exibições de namoro incluem voar no ar, que assume a forma de planar intercalada com curtos períodos de rápidas batidas de asas. Em uma exibição, um par desliza por 100 a 300 metros, com um indivíduo em torno de 30 cm acima do outro. A ave superior dobra suas asas para baixo e a inferior levanta, quando quase se tocam. Os dois mergulham a cerca de 6 metros acima do mar antes de se separarem.
Nos locais de nidificação, batalhas ocorrem às vezes entre dois ou mais pares antes que os proprietários originais se declarem como proprietários do ninho. Os rabos-de-palha-de-bico-vermelho são agressivos nos locais de nidificação, lutando entre si e expulsando espécies como pardelas, petréis e rabos-de-palha-de-bico-laranja. Eles também foram registrados tomando ninhos de rabos-de-palha-de-bico-laranja e criando seus filhotes se não conseguem destruir seus ovos. Rabos-de-palha-de-bico-vermelho foram implicados na perda de ovos em ninhos de rabos-de-palha-de-cauda-vermelha no Havaí.
Este rabo-de-palha geralmente gera uma ninhada de um ovo roxo pálido com manchas marrom-avermelhadas. O ovo geralmente mede 45 por 60 milímetros e pesa cerca de 67 gramas – 10% do peso da fêmea adulta. É incubado por ambos os sexos por 42 a 46 dias. Se o ovo não sobreviver nos primeiros dias no ninho, a fêmea geralmente coloca um ovo de reposição. Os filhotes que eclodem ficam emplumados cerca de 10 a 15 semanas após a eclosão, embora na maioria das vezes isso aconteça após cerca de 80 a 90 dias. Normalmente, o peso máximo dos filhotes é de aproximadamente 725 gramas, mas, em anos mais quentes que a média, esse valor pode cair para cerca de 600 gramas.
Nascidos indefesos e incapazes de se movimentar (nidícolas e semialtriciais), os filhotes são constantemente aquecidos pelos pais até os 3 a 5 dias de idade, quando eles podem regular a temperatura corporal. Eles ganham suas primeiras penas – escapulárias – entre 13 e 15 dias, seguidas pelas primárias aos 24-27 dias, penas da cauda aos 30-35 dias e estão totalmente emplumados com 55 dias. São atendidos pelos pais mais entre os dias 30 e 60; um comportamento possivelmente relacionado às maiores exigências alimentares dos filhotes durante esses dias. Alimentos semidigeridos são regurgitados e depois fornecidos a aves mais novas, e aves mais velhas são alimentadas com alimentos sólidos. Os pais podem ser vistos em frequências normais com os filhotes até o 70º dia, após o que a assistência dos pais cai rapidamente. Os filhotes não recebem nenhum cuidado após estarem com todas as penas, com apenas um em cada sete filhotes recebendo comida após o 80º dia, e quase nenhum filhote é visitado após cerca de 90 dias. Depois de emplumados, os filhotes deixam o ninho, restando poucos após cerca de 100 dias.

### Dieta
Embora não seja um bom nadador, o rabo-de-palha-de-bico-vermelho se alimenta de peixes e lulas. Os peixes são geralmente pequenos, entre cerca de 10 e 20 cm, embora alguns capturados sejam de até 30 cm. A presa aquática é principalmente capturada mergulhando na água a partir do ar, embora peixes-voadores, os peixes preferidos dessa espécie, sejam às vezes capturados no ar. As espécies de peixes ingeridas incluem Opisthonema libertate, Fodiator acutus, peixes-voadores do gênero Hirundichthys, Parexocoetus brachypterus, Cypselurus callopterus, Oxyporhamphus micropterus, Hemiramphus saltator, Exocoetus volitans, Ophioblennius atlanticus, Holocentrus ascensionis, Decapterus macarellus, Oligoplites refulgens e cavalas (Scomber spp.). As lulas que fazem parte da dieta da ave incluem a Hyaloteuthis pelagica.
À medida que crescem, os filhotes são alimentados com quantidades cada vez maiores de peixes e lulas por seus pais, geralmente parcialmente digeridos e regurgitados. A maioria dos peixes com que os filhotes são alimentados tem menos de 6 cm de comprimento, embora alguns peixes alimentados a pintinhos maiores possam ter até 30 cm de comprimento.
Esta espécie de rabo-de-palha geralmente forrageia sozinha. Geralmente mergulha em águas longe do litoral, mergulhando do ar, em alturas de até 40 metros. Normalmente, ele passa por cima da água antes de mergulhar. Às vezes, esta ave segue predadores que se alimentam perto da superfície, como golfinhos ou atuns, alimentando-se dos peixes dirigidos para próximo ou acima da superfície por esses predadores. Geralmente, forrageia em águas mais quentes, embora caia em áreas de correntes mais frias, como o Golfo da Califórnia. As espécies também foram registradas forrageando em estuários de salmoura.

## Relação com humanos
O rabo-de-palha-de-bico-vermelho, embora não seja uma ave nativa das Bermudas, foi exibido por engano na cédula de 50 dólares bermudenses, sendo substituído em 2012 pelo rabo-de-palha-de-bico-laranja, esse sim o rabo-de-palha que pode ser encontrado nas Bermudas.

## Status
A avaliação precisa do número de rabos-de-palha é difícil devido às localizações remotas dos locais de nidificação e vastas áreas do mar onde eles podem ser encontrados. Esta ave é considerada uma espécie "pouco preocupante" de acordo com a IUCN. Isso se deve ao fato de que a abrangência, a diminuição e a quantidade dessa espécie, embora pequena, não atendem aos critérios exigidos para serem considerados uma espécie vulnerável. Acredita-se que a abrangência dessa espécie seja de 86,3 milhões de quilômetros quadrados, com uma estimativa de 3 300 a 13 000 indivíduos maduros. No Atlântico ocidental, um número mais preciso foi dado para a população em 2000; cerca de 4 000 a 5 000 pares. A população está em declínio, principalmente devido à exploração humana do ambiente da ave e predação por espécies invasoras, como ratos. Esses predadores têm o potencial de levar as populações de rabo-de-palha-de-bico-vermelho a um sério declínio. Estima-se que esta ave tenha experimentado um gargalo populacional há cerca de 450 a 750 anos, provavelmente devido à exploração por seres humanos. Isso resultou em baixa diversidade genética neste trópico, o que faz com que a probabilidade de se adaptar a mudanças ambientais repentinas seja baixa. No México e no Brasil, é considerado ameaçado.

### Ameaças e sobrevivência
Os ovos e filhotes de rabos-de-palha-de-bico-vermelho são presas de ratos marrons e pretos em locais como o Arquipélago de Abrolhos, onde esses ratos são espécies invasoras. Os gatos selvagens também são predadores de rabos-de-palha reprodutores, com as aves fornecendo cerca de 3% da dieta dos gatos em locais como a ilha caribenha de Saba. Em Saba, o problema só surgiu desde cerca de 2000. Na Ilha de Ascensão, o efeito da erradicação de gatos selvagens foi o aumento da população de rabos-de-palha-de-bico-vermelho na região em cerca de 1,6% em um ano. Nas Ilhas Galápagos, a coruja-de-orelhas-curtas (Asio flammeus) ocasionalmente come aves jovens. O Toxoplasma gondii, um parasita intracelular, pode ser encontrado nesta ave. Cerca de 28% dos rabos-de-palha-de bico-vermelho produzem anticorpos para T. gondii.
Em condições normais, cerca de 75% dos ovos eclodem. O sucesso da eclosão pode cair para cerca de 35% em condições anormalmente quentes. O desbaste da casca do ovo, uma causa potencial de mortalidade de ovos, pode ser causado por poluentes. Cerca de 78% dos filhotes emplumam em anos normais, com esse percentual caindo apenas levemente, para 77%, em anos anormalmente quentes. A maior parte da mortalidade de ovos e filhotes durante períodos de clima normal é causada por brigas entre os pais e outras aves. Os adultos reprodutores geralmente sobrevivem ao ano, com apenas cerca de 18% morrendo a cada ano. Os jovens têm uma taxa de sobrevivência menor, com cerca de 29% morrendo a cada ano. A vida útil dessa ave é de 16 a 30 anos.